# ストックス欧州600指数
ストックス欧州600指数（ストックスおうしゅう600しすう、ストックス600、英: STOXX Europe 600 Index、STOXX 600、SXXP）は、STOXXが算出する、ヨーロッパ先進国における証券取引所上場の上位600銘柄により構成される株価指数。流動性の高い600銘柄の株価を基に算出される、時価総額加重平均型株価指数である。
ヨーロッパ経済動向のベンチマーク指数として広く参照され、上場投資信託や先物・オプション取引などの金融商品で使用されている。リバランスは例年3月・6月・9月・12月に行われている。

## 算出対象
2018年9月24日以降現在まで、以下の17の証券取引所上場の上位銘柄が対象となっている。
- ロンドン証券取引所 - 最大ウェイト
- ユーロネクスト・パリ
- フランクフルト証券取引所
- スイス証券取引所 - 以上でウェイト全体の約3分の2
- ユーロネクスト・アムステルダム
- ナスダック・コペンハーゲン - 以上でウェイト全体の約8割
- ナスダック・ストックホルム
- イタリア証券取引所
- マドリード証券取引所
- ナスダック・ヘルシンキ
- ユーロネクスト・ブリュッセル
- ユーロネクスト・ダブリン
- オスロ証券取引所
- ワルシャワ証券取引所 - 以下ウェイト全体の1％未満
- ウィーン証券取引所
- ユーロネクスト・リスボン
- ルクセンブルク証券取引所 - 最小ウェイト

## 沿革

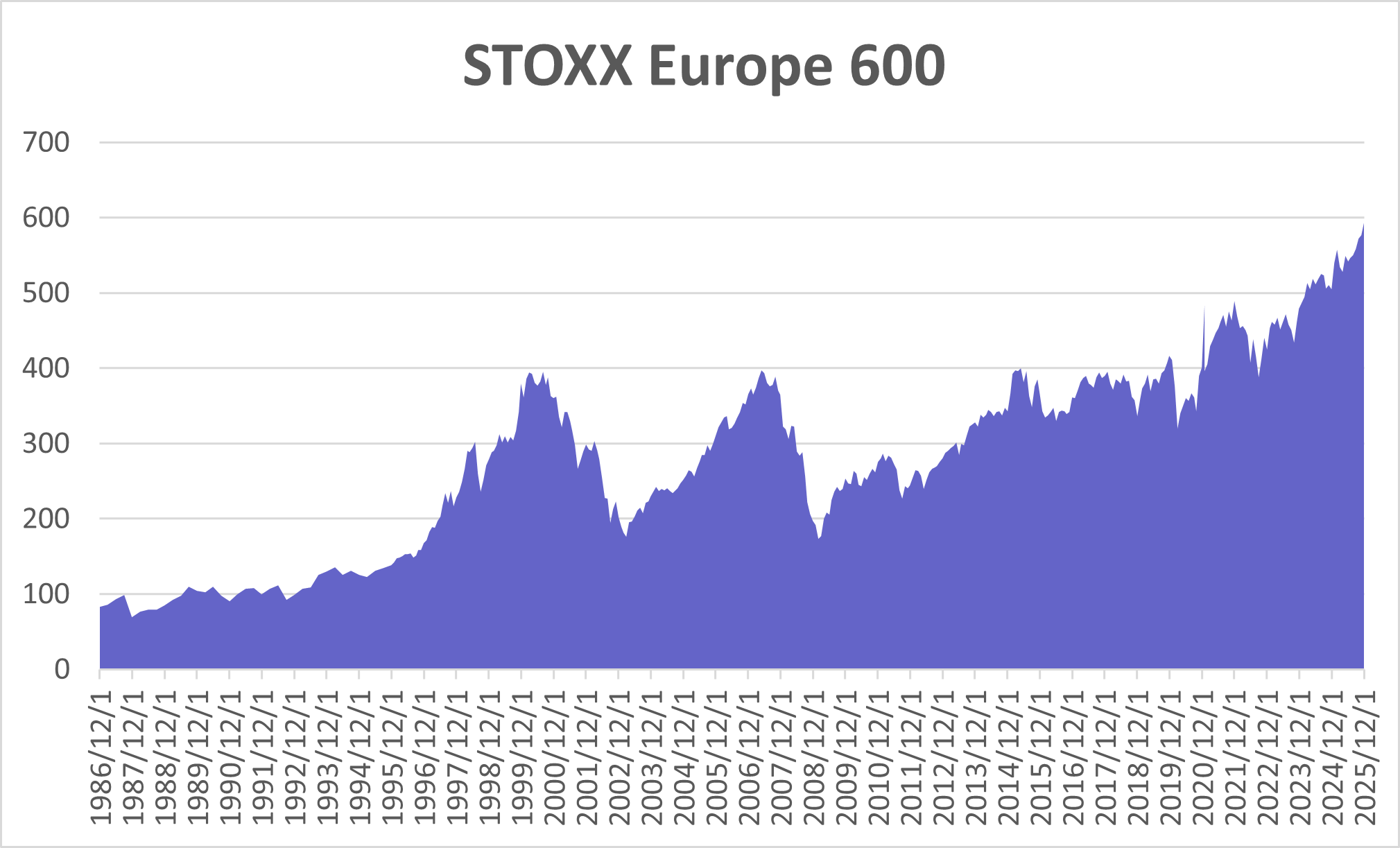
ストックス600の推移

ストックス欧州600指数の算出は、基準日となる1991年12月31日の時価総額を100として、1998年9月16日より開始された。時価総額中、通信・テクノロジー関連銘柄の占める割合が1999年後半に高まり、ITバブルの最中の2000年に指数は一時400ポイントを超えた。ITバブル崩壊後は代わって投資銀行の占める割合が高まり、2007年6月に指数は再び400ポイントに達したが、世界金融危機に際しては銀行が下落を先導し、2009年3月に150ポイント台まで低下した。その後指数は再び上昇に転じたが、銀行の割合は低下が続き、現在は突出したセクターのない状況となっている。
1998年以来の指数の推移を示す。
| 年   | 年末終値 | 対前年増減率 |
| ---- | -------- | ------------ |
| 1998 | 279.20   |              |
| 1999 | 379.49   | 35.92        |
| 2000 | 359.79   | -5.19        |
| 2001 | 298.73   | -16.97       |
| 2002 | 201.72   | -32.47       |
| 2003 | 229.31   | 13.68        |
| 2004 | 251.02   | 9.47         |
| 2005 | 310.03   | 23.51        |
| 2006 | 365.26   | 17.81        |
| 2007 | 364.64   | -0.17        |
| 2008 | 196.90   | -46.00       |
| 2009 | 253.16   | 28.57        |
| 2010 | 275.81   | 8.95         |
| 2011 | 244.54   | -11.34       |
| 2012 | 279.68   | 14.37        |
| 2013 | 328.26   | 17.37        |
| 2014 | 342.54   | 4.35         |
| 2015 | 365.81   | 6.79         |
| 2016 | 361.42   | -1.20        |
| 2017 | 389.18   | 7.68         |
| 2018 | 337.65   | -13.24       |
| 2019 | 415.84   | 23.16        |
| 2020 | 399.03   | -4.04        |
| 2021 | 487.80   | 22.25        |
| 2022 | 424.89   | -12.90       |
| 2023 | 479.02   | 12.74        |

最高値
2025年3月3日　終値　563.13
2025年3月3日　最高値　565.18
最安値
2009年3月9日　終値　157.97
2009年3月9日　最安値　155.38

## ETF
ストックス欧州600指数に連動する、日本で購入可能なETFとしては下記がある。
- iShares ストックス欧州600 ETF (FWB: SXXR)

## セクター別指数
本指数と共に、業種別に20の指数が算出されており、各セクターの動向を測るベンチマークとして利用されている。セクターの分類はICBに基づくが、2020年9月、生活必需品と一般消費財関連についてセクターの再編成が実施された。
- 金融セクター
  - ストックス欧州600 銀行株指数（Banks）
  - ストックス欧州600 保険株指数（Insurance）
  - ストックス欧州600 金融サービス株指数（Financial Services）
- 資本財セクター
  - ストックス欧州600 資本財・サービス株指数（Industrial Goods & Services）
  - ストックス欧州600 建設・資材株指数（Constriction & Materials）
- ヘルスケアセクター
  - ストックス欧州600 ヘルスケア株指数（Health Care）
- 生活必需品セクター
  - ストックス欧州600 食品飲料・タバコ株指数（Food Beverage and Tobacco）
  - ストックス欧州600 パーソナルケア・食品小売株指数（Personal Care Drug and Grocery Stores）
- 一般消費財セクター
  - ストックス欧州600 消費財・サービス株指数（Consumer Products and Services）
  - ストックス欧州600 自動車・部品株指数（Automobiles & Parts）
  - ストックス欧州600 メディア株指数（Media）
  - ストックス欧州600 小売株指数（Retail）
  - ストックス欧州600 旅行・娯楽株指数（Travel & Leisure）
- 素材セクター
  - ストックス欧州600 化学株指数（Chemicals）
  - ストックス欧州600 基礎素材株指数（Basic Resources）
- テクノロジーセクター
  - ストックス欧州600 テクノロジー株指数（Technology）
- エネルギーセクター
  - ストックス欧州600 エネルギー株指数（Energy）
- 公益セクター
  - ストックス欧州600 公益株指数（Utilities）
- 通信セクター
  - ストックス欧州600 通信株指数（Telecommunications）
- 不動産セクター
  - ストックス欧州600 不動産株指数（Real Estate）